# 黑大咽齿鱼
黑大咽齒鱼（学名：Macropharyngodon negrosensis），又名黑大咽齒鯛、胸斑大咽齒魚、石斑龍、娘仔魚、黑大咽鸚鯛、黑曲齒鸚鯛，为輻鰭魚綱鱸形目隆頭魚亞目隆頭魚科大咽齒魚屬下的一个种，分布於東印度西太平洋區，從安達曼海至美屬薩摩亞，北起日本，南迄澳洲大堡礁海域，棲息深度8-32公尺，本魚身黑色，有藍色虹彩-綠色的斑點，背部前方淡黃色，頭部有條紋，背鰭硬棘9枚，背鰭軟條11枚，臀鰭硬棘3枚，臀鰭軟條11枚，體長可達12公分，棲息在礁沙混合區，成對出現或成小群活動，生活習性不明，可作為觀賞魚。